# One Take Radio Sessions
One Take Radio Sessions je album Marka Knopflera izdan 2005. godine.
Ustvari je ovo album The Trawlerman's Song s dvjema pjesmama više i novijom inačicom naslovne pjesme.

## Popis pjesama
1. "The Trawlerman's Song" – 5:16
2. "Back To Tupelo" – 4:34
3. "Song For Sonny Liston" – 5:33
4. "Rüdiger" – 6:09
5. "Boom, Like That" – 4:37
6. "Everybody Pays" – 6:12
7. "Donegan's Gone" – 3:02
8. "Stand Up Guy" – 4:30

## Izvođači
- Mark Knopfler – vokal, gitara
- Matt Rollings – klavijature
- Glenn Worf – bas
- Jim Cox – glasovir, orgulje
- Chad Cromwell – bubnjevi
- Richard Bennett – gitara